# 藤川雅海
藤川 雅海（ふじかわ まさみ、1952年10月13日 - ）は、日本の実業家。筑波銀行元代表取締役頭取、現代表取締役会長。

## 来歴・人物
茨城県出身。1976年横浜国立大学経済学部卒業後、関東銀行に入行し、関東つくば銀行と茨城銀行が筑波銀行に合併後、2010年代表取締役専務、2011年代表取締役副頭取を経て、2012年に代表取締役頭取に就任し、2019年代表取締役会長。
職歴
- 1976年4月 - ㈱関東銀行　入行
- 2002年2月 - 同行ひたちなか支店長
- 2003年4月 - ㈱ 関東つくば銀行　ひたちなか支店長
- 2003年9月 - 同行研究学園都市支店長
- 2004年7月 - 同行総合企画部長
- 2006年6月 - 同行取締役総合企画部長
- 2007年6月 - 同行常務取締役総合企画部長
- 2008年4月 - 同行代表取締役専務
- 2010年3月 - ㈱ 筑波銀行　専務取締役
- 2011年4月 - 同行代表取締役副頭取
- 2012年6月 - 同行代表取締役頭取
- 2019年6月 - 同行代表取締役会長